# 鶴羽伸子
鶴羽 伸子（つるわ のぶこ、女性、1932年1月7日 - 2002年12月8日）は、日本の翻訳家・文芸評論家。本姓は斎藤（さいとう）。

## 来歴
石川県金沢市生まれ。石川県立金沢第二高等女学校在学中の1945年5月に、東京から疎開転校してきた曽野綾子と出会う。1954年金沢大学法文学部卒業。大学の同級生に、後に金沢女子短期大学教授となる森井道男がいる。1957年から1967年まで、金沢アメリカ文化センター図書主任を務める。
曽野綾子の評伝を表し、曽野や夫の三浦朱門とともに翻訳を手がけるが、1981年には曽野に対し「もう付き合わない」と通告し絶縁状態となった。晩年には癌に冒され、聖路加国際病院の緩和ケアー病棟に入院した1999年に、曽野と連絡を取り復縁する。
1996年には金沢市文化活動賞受賞。この頃は金沢ボランティア大学校校長等を務めている。

## 著書

### 単著
- 『神の木偶 曽野綾子の魂の世界』（主婦の友社、1979年）

### 翻訳
- 『とがりねずみの谷』（アイリーン・フィッシャー著、三浦朱門との共訳、講談社、1971年）
- 『中国農村からの報告』（ヤン・ミュルダル著、三浦朱門との共訳、中央公論社、1973年）
- 『悪妻・悪夫を手なずける法』（スティーブン・ベーカー著、双葉社、1974年）
- 『未亡人』（リン・ケイン著、曽野綾子との共訳、文藝春秋社、1975年）
- 『スポック博士の家庭教育』（ベンジャミン・スポック著、曽野綾子との共訳、紀伊國屋書店、1977年）